# Mawza (huyện)
Huyện Mawza là một huyện thuộc tỉnh Ta`izz, Yemen. Đến thời điểm năm 2003, huyện này có dân số 119818 người